# Cicerale
Cicerale là một đô thị (comune) thuộc tỉnh Salerno trong vùng Campania của Ý. Cicerale có diện tích km2, dân số là người (thời điểm ngày).